# 練馬駐屯地
練馬駐屯地（ねりまちゅうとんち、JGSDF Camp Nerima）は、日本の東京都練馬区北町四丁目1番1号に所在し、第1師団司令部等が駐屯する陸上自衛隊の駐屯地である。

## 概要
駐屯地司令は、陸将補が充てられ第1師団副師団長が兼務。
かつては、東京第一陸軍造兵廠練馬倉庫であった。都心に近い実戦部隊の駐屯地であるため、防衛大臣や政治家が視察に訪れる。

## 沿革
日本陸軍
- 1930年（昭和5年）：現在地に、東京第一陸軍造兵廠練馬倉庫が完成。敷地面積1万坪。
- 1943年（昭和18年）：東武鉄道線（後の啓志線）の陸軍第一造兵廠構内駅が、敷地内に開業。
- 1946年（昭和21年）3月25日：陸軍第一造兵廠構内駅を練馬倉庫駅に改称。

警察予備隊練馬駐屯地
- 1951年（昭和26年）
  - 9月25日：警察予備隊第1管区隊第1連隊本部、直轄中隊および第1大隊が久里浜駐屯地から移駐。
  - 11月5日：第1管区総監部および同付隊が習志野駐屯地から移駐。
  - 11月15日：第1通信中隊が習志野駐屯地から移駐。
  - 12月15日：警察予備隊の駐屯地として開庁。
- 1952年（昭和27年）
  - 1月16日：第1武器中隊が高田駐屯地から移駐。
  - 2月29日：警察予備隊総隊総監部仮分遣隊音楽隊（現・中央音楽隊）が越中島駐屯地から移駐。
  - 5月20日：豊島分屯地が開設。
  - 7月29日：第1補給中隊が松本駐屯地から移駐。

保安隊練馬駐屯地
- 1953年（昭和28年）9月1日：練馬駐屯地業務隊が編成完結。
- 1954年（昭和29年）3月11日：第400警務大隊が松戸駐屯地から移駐[2]。

陸上自衛隊練馬駐屯地
- 1954年（昭和29年）
  - 7月1日：陸上自衛隊発足により、陸上自衛隊へ移管[3]。第1連隊が第1普通科連隊に称号変更。から
  - 7月5日：第650通信群本部が久里浜駐屯地へ移駐[4]。
  - 8月9日：第1衛生大隊が高田駐屯地から移駐。
  - 9月10日：第1補給中隊が第1補給隊に、第1武器中隊が第1武器隊に、保安隊音楽隊が陸上自衛隊中央音楽隊にそれぞれ称号変更。
  - 9月25日：第400警務大隊が警務隊に称号変更。
- 1957年（昭和32年）8月27日：中央音楽隊および警務隊本部が芝浦駐屯地に移駐。
- 1959年（昭和34年）7月22日：練馬倉庫駅が廃止。
- 1962年（昭和37年）
  - 1月18日：師団制への改編により、第1管区総監部は第1師団司令部に、同付中隊は同付隊に、第1通信中隊は第1通信大隊に、それぞれ称号変更。第1輸送隊が新編。
  - 2月10日：第1偵察隊が相馬原駐屯地から移駐。
- 1975年（昭和50年）8月1日：第1音楽隊が新編。
- 1980年（昭和55年）3月25日：豊島分屯地が廃止され、第1衛生隊が豊島分屯地から移駐。
- 1992年（平成04年）3月27日：第1武器隊、第1補給隊、第1輸送隊、第1衛生隊を統合し、第1後方支援連隊が編成完結。
- 2022年（令和04年）3月17日：第1偵察隊が第1戦車大隊と統合し、第1偵察戦闘大隊として朝霞駐屯地へ移駐。

## 駐屯部隊

### 東部方面隊隷下部隊
- 第1師団
  - 第1師団司令部
  - 第1普通科連隊
  - 第1後方支援連隊
  - 第1通信大隊
  - 第1特殊武器防護隊
  - 第1師団司令部付隊
  - 第1音楽隊
- 東部方面システム通信群
  - 第105基地システム通信大隊
    - 第316基地通信中隊
- 東部方面会計隊
  - 第338会計隊
- 練馬駐屯地業務隊

### 防衛大臣直轄部隊
- 警務隊
  - 東部方面警務隊
    - 第126地区警務隊

## かつて駐屯していた部隊
- 東部方面音楽隊：1960年（昭和35年）1月-1966年（昭和41年）。朝霞駐屯地へ移駐。
- 第1偵察隊：1962年（昭和37年）2月10日から2022年（令和4年）3月16日の間。朝霞駐屯地へ移駐。

## 最寄の幹線交通
- 高速道路：関越自動車道（練馬IC/所沢IC）、東京外環自動車道（和光IC）
- 一般道：国道17号（新大宮バイパス）、国道254号（川越街道）、東京都道311号環状八号線、東京都道318号環状七号線、東京都道441号池袋谷原線、東京都道442号北町豊玉線、東京都道443号南田中町旭町線（笹目通り）、東京都道445号常盤台赤羽線
- 鉄道：東武東上本線（東武練馬駅）、東京メトロ有楽町線・副都心線（平和台駅）
- 港湾：東京港（指定特定重要港湾）
- 飛行場：東京国際空港（第一種空港）調布飛行場、横田飛行場、入間基地、立川飛行場（その他の飛行場）東京ヘリポート（公共用ヘリポート）

## 行事

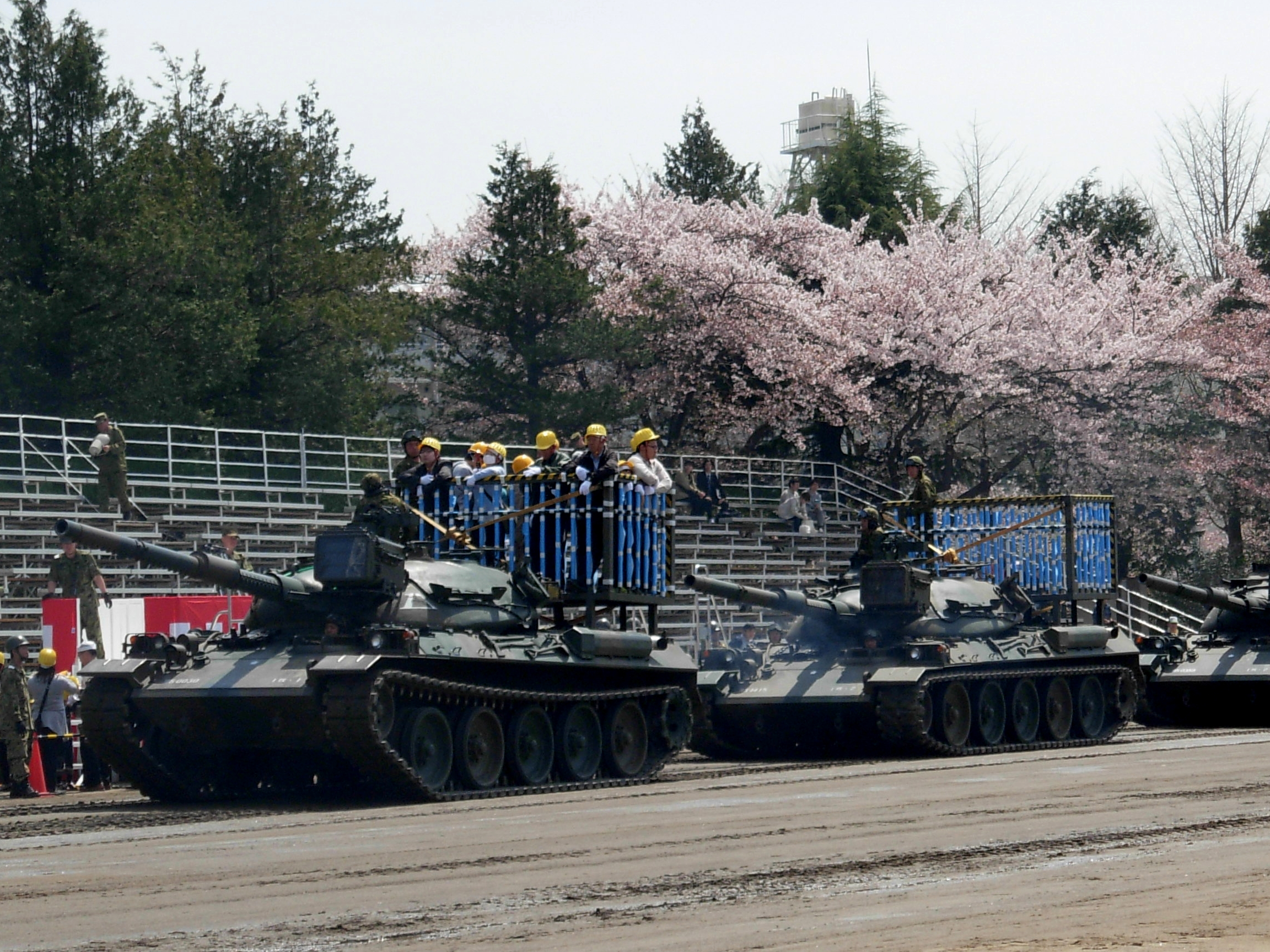
創立記念行事の戦車体験試乗（2010年）

- 創立記念式典 - 4月（第2日曜日に開催されることが多い）。
- 納涼祭 - 7月。グラウンドでは花火の打ち上げが行われる。